# 旧默尔恩
旧默尔恩是德国石勒苏益格－荷尔斯泰因州的一个市镇。总面积6.44平方公里，总人口914人，其中男性449人，女性465人（2011年12月31日），人口密度142人/平方公里。